# Млађан Црквењаш
Млађан Црквењаш (Сарајево, 2. мај 1977) српски је глумац.

## Биографија
Рођен је у Сарајеву, а тренутно живи у Београду. Дипломирао је економију 2013. године.
Глумом се бави од 2019. године када уписује школу глуме за одрасле Лекарт, коју завршава 2020. у класи професора Бранислава Лечића. У организацији Филмског центра Србије (ФЦС) и Факултета драмских уметности (ФДУ) 2020. завршава стручно усавршавање за асистента режије. У школској 2021/2022. уписује мастер студије на Академији уметности Алфа БК у Београду, а 2024. је завршио студије и стекао звање мастер аудио визуелни уметник - Редитељ.

## Филмографија
| Година | Назив                     | Улога                       |
| ------ | ------------------------- | --------------------------- |
| 2023   | Кожа                      | Полицајац                   |
| 2023   | Тунел                     | Начелник ПУ Вождовац        |
| 2023   | Муње О5                   | Боске матурант              |
| 2023   | Тајне винове лозе         | Будровац                    |
| 2023   | Сложна браћа              | Петар Параграф              |
| 2023   | Закопане Тајне            | Декан медицинског факултета |
| 2023   | Ургентни центар           | Поручник Одаловић           |
| 2023   | Време Смрти               | Дућанџија                   |
| 2022   | Олуја                     | Граничар                    |
| 2021   | Династија                 | Инспектор                   |
| 2021   | Коло среће                | Адвокат                     |
| 2021   | Црна свадба               | Полицајац Буквић            |
| 2021   | Три мушкарца и тетка      | Петар Ђорђевић              |
| 2021   | Авионџије                 | Кум Зоки                    |
| 2021   | Александар од Југославије | Алија Алијагић              |
| 2020   | Игра судбине              | Инспектор                   |
| 2020   | 12 речи                   | Инспектор                   |
| 2020   | Златни дани               | Службеник                   |
| 2019   | Црвени месец              | Управник железнице          |